# Литвиновка (Киевская область)
Литви́новка (укр. Литвинівка) — село, входит в Вышгородский район Киевской области Украины.
Население по переписи 2001 года составляло 1350 человек. Почтовый индекс — 07334. Телефонный код — . Код КОАТУУ — 3221884401.

## Местный совет
07323, Київська обл., Вишгородський р-н, с.Литвинівка, вул.Леніна,1  (укр.)